# Maham

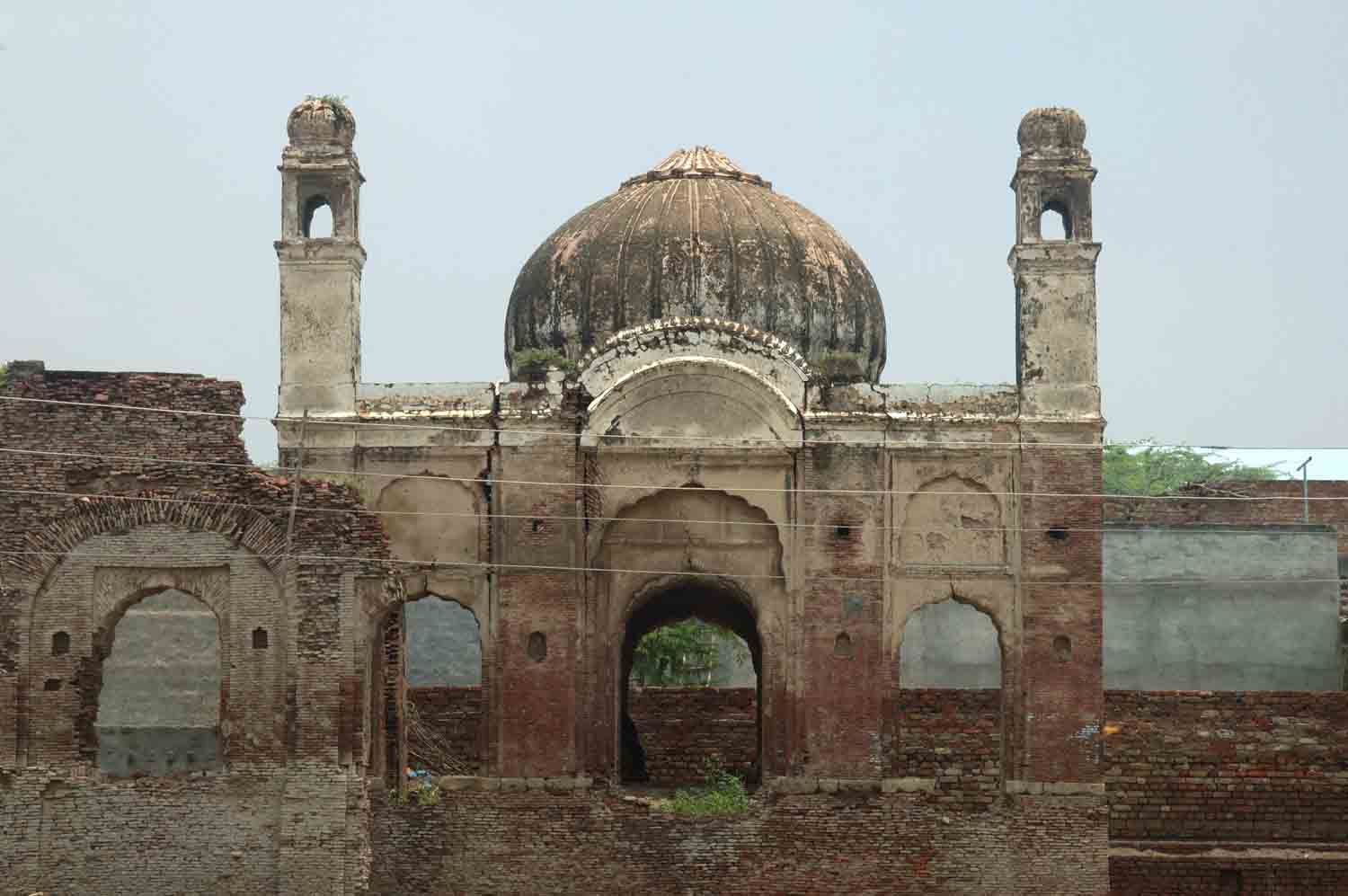
A "Square, domed chamber" na "Pirzada mazar" (túmulo Pirzada), voltada para o oeste, está situada em Meham/Maham, distrito de Rohtak, Haryana, Índia

Maham é uma cidade  no distrito de Rohtak, no estado indiano de Haryana.

## Geografia
Maham está localizada a 28° 59′ N, 76° 18′ L. Tem uma altitude média de 214 metros (702 pés).

## Demografia
Segundo o censo de 2001, Maham tinha uma população de 18 166 habitantes. Os indivíduos do sexo masculino constituem 54% da população e os do sexo feminino 46%. Maham tem uma taxa de literacia de 66%, superior à média nacional de 59,5%: a literacia no sexo masculino é de 72% e no sexo feminino é de 59%. Em Maham, 15% da população está abaixo dos 6 anos de idade.